# Tachouda
Tachouda là một đô thị thuộc tỉnh Sétif, Algérie. Dân số thời điểm năm 2002 là 7.735 người.